# Dincolo de liniile inamice
Dincolo de liniile inamice (titlu original: The Lost Battalion) este un film american de televiziune dramatic de acțiune de război din 2001 regizat de Russell Mulcahy. Rolurile principale au fost interpretate de actorii Rick Schroder, Phil McKee și Jamie Harris.

## Prezentare
Filmul prezintă Batalionul Pierdut din Primul Război Mondial, care a fost înconjurat de forțele germane în Pădurea Argonne în timpul Ofensivei Meuse-Argonne din 1918.

## Distribuție
- Rick Schroder - Maj. Charles W. Whittlesey
- Phil McKee - Capt. George G. McMurtry
- Jamie Harris - Sgt. Gaedeke
- Jay Rodan - Lt. James V. Leak
- Adam James - Capt. Nelson M. Holderman
- Daniel Caltagirone - Pvt. Philip Cepaglia
- Michael Goldstrom - Pvt. Jacob Rosen
- André Vippolis - Pvt. Frank Lipasti
- Rhys Miles Thomas - Pvt. Bob Yoder
- Arthur Kremer - Pvt. Abraham Krotoshinsky
- Adam Kotz - Col. Johnson
- Justin Scot - Pvt. Omer Richards
- Anthony Azizi - Pvt. Nat Henchman
- George Calil - Pvt. Lowell R. Hollingshead
- Wolf Kahler - Major General (Generalmajor) Freidrich Wilhelm Von Sybel
- Joachim Paul Assböck - Maj. Fritz Heinrich Prinz
- Michael Brandon - Maj. Gen. Robert Alexander